# Football Alliance
A Football Alliance foi uma liga de futebol na Inglaterra que existiu por três temporadas,de 1889-90 a 1891-92.
Ela foi formada por 12 clubes para rivalizar com a Football League, que havia sido fundada na temporada 1888-89, também com 12 clubes. A Football Alliance cobria uma área similar à da Football League, das Midlands até o Noroeste da Inglaterra, e também tinha clubes de cidades como Sheffield, Grimsby e Sunderland. O presidente da Football Alliance era John Holmes, que também era o presidente do The Wednesday, que foram os campeões na temporada 1889-90. Ao fim da primeira temporada, o Stoke City saiu da Football League e foi aceito como membro na Football Alliance. No ano seguinte, enquanto Ardwick, Burton United F.C. e Lincoln City F.C. eram aceitos como membros, Darwen F.C. e Stoke saíam da Football Alliance e iam para a Football League, aumentando seu número de clubes para 13. Em 1892, foi tomada a decisão de fundir as duas ligas, o que acabou formando a Football League Second Division, formada majoritariamente de clubes da Football Alliance.os clubes existentes, com os três clubes mais fortes da Alliance formaram a Football League First Division.

## Clubes
- Ardwick
- Birmingham St George's F.C.
- Bootle F.C.
- Burton United F.C.
- Crewe Alexandra
- Darwen F.C.
- Grimsby Town F.C.
- Lincoln City
- Long Eaton Rangers F.C.
- Newton Heath
- Nottingham Forest
- Small Heath
- Stoke City
- Sunderland Albion F.C.
- The Wednesday
- Walsall Town Swifts

## Campeões da Football Alliance
| Temporada | Clube             |
| --------- | ----------------- |
| 1889–90   | The Wednesday     |
| 1890–91   | Stoke             |
| 1891–92   | Nottingham Forest |